# Ljubožda
Lubozhdë en albanais et Ljubožda en serbe latin (en serbe cyrillique : Љубожда) est une localité du Kosovo située dans la commune/municipalité d'Istog/Istok et dans le district de Pejë/Peć. Selon le recensement kosovar de 2011, elle compte 893 habitants, tous albanais.

## Histoire
Sur le territoire du village se trouve le tumulus illyrien de Nëngurë, proposé pour une inscription sur la liste des monuments culturels du Kosovo.

## Démographie

### Évolution historique de la population dans la localité
| 1948 | 1953 | 1961 | 1971  | 1981  | 1991  | 2011 |
| ---- | ---- | ---- | ----- | ----- | ----- | ---- |
| 612  | 743  | 887  | 1 083 | 1 352 | 1 525 | 893  |

|  |